# Kommission der Vereinten Nationen zur Rechtsstellung der Frau
Die Kommission der Vereinten Nationen zur Rechtsstellung der Frau, engl. Commission on the Status of Women (CSW oder UNCSW) ist eine Funktionskommission des Wirtschafts- und Sozialrates der Vereinten Nationen (ECOSOC), eines der UN-Hauptorgane innerhalb der Vereinten Nationen. Die UNCSW beschreibt sich als UN-Organ mit der Aufgabe, Geschlechtergerechtigkeit und Förderung von Frauen voranzubringen. Jedes Jahr kommen die Vertreter der Mitgliedsstaaten im Hauptquartier der Vereinten Nationen in New York City zusammen, um Fortschritte im Bereich Geschlechtergerechtigkeit zu evaluieren, globale Standards und konkrete Aufgaben festzulegen, um eine geschlechtsunabhängige Gleichbehandlung und Frauenrechte weltweit zu fördern. 
Die UNCSW ist eine der UN-Kommissionen, die nicht nur für Staaten offenstehen. So können beispielsweise auch Nichtregierungsorganisationen (NGOs) an den Sitzungen und Veranstaltungen teilnehmen und auch eigene Parallel-Veranstaltungen über das NGO-Komitee zur Rechtsstellung der Frau in New York organisieren. Dies ist insbesondere für Gebiete mit umstrittenem Rechtsstatus wie z. B. Taiwan wichtig, das nicht Mitglied der UN ist. In den letzten Jahren konnten NGOs aus Taiwan wie die National Alliance of Taiwan Women's Associations an den UNCSW-Sitzungen teilnehmen.
Die UNCSW hat mehrere wegweisende Konventionen und Erklärungen erarbeitet, darunter das Übereinkommen zur Beseitigung jeder Form von Diskriminierung der Frau (CEDAW) im Jahr 1979. Sie initiierte die Gründung von auf Frauenthemen fokussierten Organisationen wie dem Entwicklungsfonds der Vereinten Nationen für Frauen (UNIFEM) und dem Internationalen Forschungs- und Ausbildungsinstitut zur Förderung der Frau (INSTRAW), die später beide in der UN Women aufgingen.

## Struktur
Die UNCSW setzt sich aus je einem Vertreter aus jedem der 45 Mitgliedsstaaten, die vom ECOSOC aus der Gesamtzahl der UN-Mitglieder nach einem repräsentativen geographischen Verteilungsschlüssel ausgewählt werden, zusammen: 13 Mitglieder aus Afrika, 11 aus Asien, 9 aus Lateinamerika und der Karibik, 8 aus Westeuropa und anderen Staaten und 4 aus Osteuropa. Die Mitglieder werden für eine Vierjahresperiode gewählt.
Das Präsidium (das sogenannte Bureau) des UNCSW spielt eine wichtige Rolle für die Vorbereitung und Auswertung der jährlichen Sitzungsperioden. Die Präsidentschaft wechselt alle zwei Jahre und wird immer direkt nach Abschluss der vorausgegangenen Zweijahres-Periode bestimmt. Seit 2019 leitet der Armenier Mher Margaryan die Organisation.

## Geschichte
Die UN-Charta von 1945, die bereits einen Hinweis auf das Ziel der Gleichberechtigung von Mann und Frau enthielt, wurde von 160 Repräsentanten der Vertragsstaaten unterzeichnet. Darunter waren gerade einmal vier Frauen, nämlich Minerva Bernardino aus der Dominikanischen Republik, Virginia Gildersleeve aus den USA, Bertha Lutz aus Brasilien und Wu Yi Fang aus China.
Am 21. Juni 1946 wurde die UNCSW gegründet als Mechanismus zur Beobachtung und Förderung der politischen, ökonomischen, zivilen, sozialen und Bildungsrechte der Frau. Es wurde eine einzigartige Institution geschaffen, um die Aufmerksamkeit auf die Angelegenheiten und auch die Gestaltungsmöglichkeiten von Frauen innerhalb der UN zu lenken. Die UNCSW trat zum ersten Mal im Februar 1947 in Lake Success, New York, zusammen. Im Gegensatz zu anderen UN-Greminen waren alle Delegierten Frauen, was sich in den Folgejahren ändern sollte, aber immer stellten Frauen die Mehrheit. Während der ersten Sitzungsperiode erklärte die Kommission als wesentliches Leitprinzip,
„die Situation von Frauen zu verbessern, unabhängig von Nationalität, Rasse, Sprache oder Religion, die Gleichbehandlung von Männern und Frauen in allen Bereichen menschlichen Handelns zu erreichen und jede Diskriminierung von Frauen in Gesetzgebung und Rechtspflege zu beseitigen.“
Eine der ersten Aufgaben der UNCSW war die Mitarbeit an der Formulierung der Allgemeinen Erklärung der Menschenrechte. Kommissionsmitglieder setzten sich für eine geschlechtergerechte Sprache ein, sie wehrten sich beispielsweise gegen die Gleichsetzung des Begriffes "Mann" mit Humanität und Ausdrücke wie "alle Männer sind Brüder" und konnten gegen Widerstände von Mitgliedern der Menschenrechtskommission eine neue, inklusive Sprache in die Erklärung einführen.

### Die fünfzehn Gründungsmitglieder der CSW
- Jessie Mary Grey Street, Australien
- Evdokia Uralova, Weißrussische Sozialistische Sowjetrepublik
- Zee Yuh-tsung (Mrs. Way Sung New), China
- Graciela Morales F. de Echeverria, Costa Rica
- Bodil Begtrup, Dänemark, Gründungsvorsitzende
- Marie-Hélène Lefaucheux, Frankreich
- Sara Basterrechea Ramirez, Guatemala
- Shareefah Hamid Ali, Indien
- Amalia González Caballero de Castillo Ledón, Mexiko
- Alice Kandalft Cosma, Syrien
- Mihri Pektaş, Türkei
- Elisavieta Alexeevna Popova, UdSSR
- Mary Sutherland, Vereinigtes Königreich
- Dorothy Kenyon, USA
- Isabel Sánchez de Urdaneta, Venezuela

### Erste Aufgaben und das Übereinkommen zur Beseitigung jeder Form von Diskriminierung der Frau (CEDAW)
Die Kommission begann sofort nach ihrer Gründung im Jahre 1946, konkret Frauenrechte auf der internationalen Bühne einzuführen. Dies wurde auf vielfältige Weise erreicht, zuallererst dadurch, dass man Daten sammelte und so die Diskriminierung von Frauen dokumentieren konnte. In Zusammenarbeit mit der aufstrebenden globalen Frauenbewegung proklamierten die UN und die UNCSW die Jahre von 1976 bis 1985 zur Dekade der Frauen. In dieser Zeit wurden die reproduktiven Rechte als zentrales Thema in den Aktionsplan der Kommission aufgenommen. 1981 trat das Übereinkommen zur Beseitigung jeder Form von Diskriminierung der Frau (CEDAW) in Kraft. Diese Konvention legte fest, dass aufgrund der reproduktiven Rechte jedes Menschen Reproduktion „keine Basis für Diskriminierung sein darf“. Das Dokument betont die soziale Bedeutung von Mutterschaft und stellt fest, dass Kindeswohl und Mutterschutz integrale Rechte sind und diese in alle Lebensbereiche von Frauen ausgedehnt werden sollten. CEDAW ist der einzige internationale Menschenrechtsvertrag, der explizit zu Fragen der Familienplanung Stellung bezieht. Es wird festgestellt, dass es ein Menschenrecht von Frauen ist, „frei und eigenverantwortlich über die Zahl und den Abstand ihrer Kinder zu entscheiden und freien Zugang zu Bildung, Informationen und Mitteln zu erhalten, um diese Rechte auch wahrnehmen zu können“. Jeder unterschreibende Staat ist verpflichtet, Bildungsangebote für Familienplanung und reproduktive Rechte zu machen, auch zu verschiedenen Formen von Kontrazeption. Erzwungene Abtreibung oder Sterilisation werden durch den Vertrag verboten. 189 Staaten haben den Vertrag unterschrieben. Die Vereinigten Staaten haben den CEDAW unterschrieben, aber als einziges Industrieland noch nicht ratifiziert. Die Kommission beschäftigte sich in der Folge in mehreren globalen Konferenzen mit Frauenrechten und dem besonderen Schwerpunkt Reproduktiv-Rechte. Konferenzen wurden 1975 in Mexiko-Stadt, 1980 in Kopenhagen und 1985 in Nairobi abgehalten.

### Die Deklaration von Peking
1995 führte die Kommission die Fourth World Conference for Action, bei der die Deklaration von Peking verabschiedet wurde. Diese wurde von der internationalen Juristenorganisation Center for Reproductive Rights  als „umfangreichste Artikulation internationaler Übereinkommen mit Bezug zu Menschenrechten der Frau'“ gewürdigt. Es betont die Bedeutung der reproduktiven Rechte bei der Gesetzgebung zur Familienplanung und stellt fest, dass es das Recht jeder Frau ist, „informiert zu sein und Zugang zu sicheren, effektiven, bezahlbaren und akzeptablen Methoden der Familienplanung nach ihrer Wahl zu haben, ebenso zu anderen Methoden zur Regulierung der Fertilität nach ihrer Wahl, sofern sie nicht gegen Gesetze verstoßen“. Der Aktionsplan drängt die Regierungen der Vertragsstaaten Strafrechtsvorschriften im Zusammenhang mit Abtreibung zu überprüfen, Familienplanung und verschiedene Kontrazeptionsmethoden als Alternative zur Abtreibung zu stärken und medizinische Qualitätsstandards bei der Durchführung von Abbrüchen sicherzustellen. Der Aktionsplan bezeichnet eine sichere und gesunde Schwangerschaft ebenso als Menschenrecht, das durch den Zugang zu Ressourcen und Gesundheitsversorgung für alle Frauen unabhängig von ihrem ökonomischen Status sichergestellt sein muss.

### Reproduktive Rechte im 21. Jahrhundert
Mit dem Beginn des neuen Jahrtausends setzte sich die CSW dafür ein, die Sicherung der Reproduktiv-Rechte in die internationalen Millenniums-Entwicklungsziele (MDGs) aufzunehmen. Im Zielkomplex 5 wurde dann der universale Zugang zu reproduktiver Gesundheit gefordert. Als Messgrößen wurden die Verfügbarkeit von Kontrazeptionsmitteln, die Geburtenraten bei Jugendlichen, die Inanspruchnahme von Schwangerschaftsbetreuung und der fehlende Zugang zu Familienplanung festgelegt. Bei der 57. Sitzungsperiode 2013 wurde auch auf die Bedeutung der reproduktiven Rechte als Mittel zur Bekämpfung der Gewalt gegen Frauen hingewiesen. Die Deklaration sieht hier in der Erforschung systematischer Faktoren Möglichkeiten zur Prävention von Gewalt. In jüngsten Erklärungen der UNCSW wird erneut die Bedeutung der Sexualerziehung zur Sicherung der Reproduktionsrechte aller Frauen hervorgehoben.

### Frauenrechtssituation in einzelnen Mitgliedsstaaten
Im April 2017 wurden vom ECOSOC 13 neue Mitglieder für die Periode 2018–2022 in die UNCSW gewählt. Eines der neuen Mitglieder ist Saudi-Arabien, das für den Umgang mit Frauenrechten im eigenen Land stark in der Kritik steht.
Im April 2021 wurde der Iran in die UNCSW gewählt, infolge der Unterdrückung von Frauen und der anhaltenden Gewalt gegen Demonstrantinnen jedoch, auf  Drängen der USA,  bereits im Dezember  2022 wieder ausgeschlossen.
Im März 2024 wählte die Kommission Abdulaziz Alwasil, den Ständigen Vertreter Saudi-Arabiens bei den Vereinten Nationen, per Akklamation zum Vorsitzenden. Der amtierende Vorsitzende aus den Philippinen, dessen Amtszeit nur ein statt der regulären zwei Jahre dauerte, hatte ihn als einzigen Kandidaten für seine Nachfolge vorgestellt. Widerspruch gegen diesen Vorschlag hatte es aus den Reihen der Mitglieder nicht gegeben. Menschenrechtsorganisationen zeigten sich empört; so erklärte Amnesty International, das ultrakonservative Land verletze ständig Frauenrechte.

## Jahresberichte der UNCSW
- 63rd session CSW63 (2019)
- 62nd session CSW62 (2018)
- 61st session CSW61 (2017)
- 60th session CSW60 (2016)
- 59th session CSW59 (2015)
- 58th session CSW58 (2014)
- 57th session CSW57 (2013)
- 56th session CSW56 (2012)
- 55th session CSW55 (2011)
- 54th session CSW54 (2010)
- 53rd session CSW53 (2009)
- 52nd session CSW52 (2008)
- 51st session CSW51 (2007)
- 50th session CSW50 (2006)
- 49th session CSW49 (2005)
- 48th session CSW48 (2004)
- 47th session CSW47 (2003)
- 46th session CSW46 (2002)
- 45th session CSW45 (2001)
- 44th session CSW44 (2000)
- 43rd session CSW43 (1999)
- 42nd session CSW42 (1998)
- 41st session CSW41 (1997)
- 40th session CSW40 (1996)
- 39th session CSW39 (1995)
- 38th session CSW38 (1994)
- 37th session CSW37 (1993)
- 36th session CSW36 (1992)
- 35th session CSW35 (1991)
- 34th session CSW34 (1990)
- 33rd session CSW33 (1989)
- 32nd session CSW32 (1988)
- 1987 session CSW 1987 (1987)
- 31st session CSW31 (1986)
- 30th session CSW30 (1984)
- 29th session CSW29 (1982)
- 28th session CSW28 (1980)
- 27th session CSW27 (1978)
- 26th session CSW26 (1976)
- 25th session CSW25 (1974)
- 24th session CSW24 (1972)
- 23rd session CSW23 (1970)
- 22nd session CSW22 (1969)
- 21st session CSW21 (1968)
- 20th session CSW20 (1967)
- 19th session CSW19 (1966)
- 18th session CSW18 (1965)
- 17th session CSW17 (1964)
- 16th session CSW16 (1963)
- 15th session CSW15 (1962)
- 14th session CSW14 (1961)
- 13th session CSW13 (1960)
- 12th session CSW12 (1959)
- 11th session CSW11 (1956)
- 10th session CSW10 (1955)
- 9th session CSW9 (1954)
- 8th session CSW8 (1953)
- 7th session CSW7 (1952)
- 6th session CSW6 (1951)
- 5th session CSW5 (1950)
- 4th session CSW4 (1949)
- 3rd session CSW3 (1948)
- 2nd session CSW2 (1947)
- 1st session CSW1 (1946)